# 格陵兰政治
格陵蘭作為丹麥王國境內的一個自治國，其政治體系運作於議會代議民主制的框架之下。在此體系中，總理為政府首腦，並實行多黨制。行政權由政府行使，立法權則歸屬於政府與議會共同所有。司法權獨立於行政與立法機構。格陵蘭在大多數事務上享有完全自治權，但涉及區域性政策與決策，包括與下放立法機關和丹麥國會的協商則不在此列。

## 行政部門
| 頭銜     | 姓名                   | 政黨   | 任期          |
| -------- | ---------------------- | ------ | ------------- |
| 國王     | 腓特烈十世             | 不適用 | 2024年1月14日 |
| 高級專員 | 朱莉·普里斯特·威爾什   | 不適用 | 2022年5月1日  |
| 總理     | 延斯-弗雷德里克·尼尔森 | 民主黨 | 2025年3月28日 |

格陵蘭的行政權名義上由格陵蘭高級專員掌握，但實際上的政府首腦卻是格陵蘭總理。高級專員由丹麥王國君主直接任命；而總理則根據格陵蘭議會的選舉結果產生，其任期為四年。
高級專員在議會內擁有自己的席次，他可以就丹麥與格陵蘭的共同事務發表看法但無權投票。
在格陵蘭議會選舉結束後，獲得最多席位政黨的黨魁將被議會授權組建新的執政聯盟，除非現任執政黨依然勝選。若多數黨黨魁組閣失敗，則議會議長會咨詢所有當選政黨的黨魁並要求他們提名新的總理人選；在當選政黨黨魁協商會議中獲得最多票數的黨魁將獲得組閣的主動權，當選總理將負責領導格陵蘭政府。每屆政府由9位成員組成，參與執政聯盟的各政黨將通過內部協商劃分各自所負責的部委並安排本黨代表領導該部門。這些成員都被稱為“（部長）”。

## 立法部門
格陵蘭的立法權由格陵蘭政府與格陵蘭議會共享。其中格陵蘭議會由31名議員組成，他們均採用比例代表制選舉產生並任期為四年。
格陵蘭議會上次選舉於2025年3月11日舉行，而代表在丹麥國會中代表格陵蘭的2個席位則於2022年11月1日選舉產生。
| 政党                   | 政党               | 票数   | %      | +/–    | 席数 | +/– |
| ---------------------- | ------------------ | ------ | ------ | ------ | ---- | --- |
|                        | 民主黨             | 8,563  | 30.26  | +21.01 | 10   | +7  |
|                        | 定向點黨           | 7,009  | 24.77  | +12.51 | 8    | +4  |
|                        | 因紐特人共同體     | 6,119  | 21.62  | -15.82 | 7    | -5  |
|                        | 前進黨             | 4,210  | 14.88  | -5.22  | 4    | -6  |
|                        | 集體意識黨         | 2,092  | 7.39   | +0.31  | 2    | 0   |
|                        | 油燈黨             | 305    | 1.08   | 新     | 0    | 新  |
| 总共                   | 总共               | 28,298 | 100.00 | –      | 31   | 0   |
|                        |                    |        |        |        |      |     |
| 有效票数               | 有效票数           | 28,298 | 98.87  |        |      |     |
| 无效及空白票数         | 无效及空白票数     | 322    | 1.13   |        |      |     |
| 总票数                 | 总票数             | 28,620 | 100.00 |        |      |     |
| 已登记选民／投票率     | 已登记选民／投票率 | 40,369 | 70.90  | +4.98  |      |     |
| 资料来源：格陵蘭選舉網 |                    |        |        |        |      |     |

## 司法部門
格陵蘭的司法制度以丹麥民法體系為基礎，其獨立於行政和立法部門。
格陵蘭的初審法院分為地區法院和格陵蘭法院兩種，地區法院負責處理大部分案件，但其裁判官並非專業法官；而相對負責的案件則交由格陵蘭法院初審，格陵蘭法院的裁判官為專業法官並負責教育和指導地區法院的裁判官。二審案件則交由格陵蘭高等法院審理。格陵蘭高等法院所做出的裁決經過上訴許可委員會（Appeals Permission Board）批准後可繼續向位於丹麥的東部高等法院及丹麥最高法院上訴。

## 政黨選舉
格陵蘭採用多黨制，其政黨的意識形態主要為獨立主義與統一主義之爭以及傳統的左翼與右翼之爭。
格陵蘭議會共有31個席位，議員通過民選產生，任期為四年。

## 行政區劃
格陵蘭全島分為5個市鎮，共計約有72個市和鎮。

## 國際事務
除了派駐歐洲聯盟、美國、冰島和中華人民共和國的外交使團外，格陵蘭也參與了北歐理事會、北極理事會和國際捕鯨委員會等國際組織。
由於格陵蘭的外交事務委託丹麥負責，因此其他國家並未直接在格陵蘭建立使領館而是通過其駐哥本哈根的大使館或領事館負責相應事務。同時格陵蘭的大部分外交事務也是未過給丹麥駐其他國家的使領館負責，但其於1992年在布魯塞爾設立駐歐盟代表處並隨後於2014年、2018年和2021年分別在華盛頓特區、雷克雅未克、北京設立了其駐美國、冰島和中國的代表處。

### 國際組織
| - 北歐理事會 - 北極理事會 - 北歐投資銀行 - 西北歐理事會 | - 北大西洋公約組織 - 歐洲委員會 - 因紐特人北極圈理事會 |

## 外部連接
- 格陵蘭議會 官方網站 （页面存档备份，存于）
- 格陵蘭政府 官方網站 （页面存档备份，存于）
- 格陵蘭高級專員辦公室 官方網站 （页面存档备份，存于）
- 格陵蘭簡介 （页面存档备份，存于）在丹麥王國政府網站